# Dyskografia M.I.A.
Dyskografia M.I.A. – brytyjskiej wokalistki składa się z pięciu albumów studyjnych, dwóch minialbumów, dwóch mixtape’ów oraz trzydziestu sześciu singli (w tym ośmiu z gościnnym udziałem).

## Albumy

### Albumy studyjne
| Rok                                                   | Dane dot. albumu                                                                                   | Pozycja na liście | Pozycja na liście | Pozycja na liście | Pozycja na liście | Pozycja na liście | Pozycja na liście | Pozycja na liście | Pozycja na liście | Pozycja na liście | Pozycja na liście | Sprzedaż        | Certyfikaty                             |
| Rok                                                   | Dane dot. albumu                                                                                   | UK                | AUS               | FRA               | GER               | JPN               | NLD               | NOR               | SWE               | US                | US Dance          | Sprzedaż        | Certyfikaty                             |
| ----------------------------------------------------- | -------------------------------------------------------------------------------------------------- | ----------------- | ----------------- | ----------------- | ----------------- | ----------------- | ----------------- | ----------------- | ----------------- | ----------------- | ----------------- | --------------- | --------------------------------------- |
| 2005                                                  | Arular - Data: 22 marca 2005 - Wydawca: XL, Interscope - Format: CD, digital download, LP          | 98                | –                 | –                 | 71                | 78                | –                 | 20                | 47                | 190               | 3                 | - USA: 129 000+ |                                         |
| 2007                                                  | Kala - Data: 8 sierpnia 2007 - Wydawca: XL, Interscope - Format: CD, digital download, LP          | 39                | 46                | 117               | 93                | 23                | 44                | 22                | 18                | 18                | 1                 | - USA: 559 000+ | - UK: Srebro - CAN: Platyna - US: Złoto |
| 2010                                                  | Maya - Data: 7 lipca 2010 - Wydawca: N.E.E.T, XL, Interscope - Format: CD, digital download, LP    | 21                | 21                | 79                | 48                | 37                | 93                | 8                 | 31                | 9                 | 1                 | - USA: 99 000+  |                                         |
| 2013                                                  | Matangi - Data: 1 listopada 2013 - Wydawca: N.E.E.T, Interscope - Format: CD, digital download, LP | 64                | 99                | 96                | –                 | 93                | –                 | –                 | –                 | 23                | 1                 | - USA: 77 000+  |                                         |
| 2016                                                  | AIM - Data: 9 września 2016 - Wydawca: Interscope, Polydor - Format: CD, digital download, LP      | 63                | 51                | 55                | 55                | –                 | 89                | –                 | –                 | 66                | 1                 | - USA: 6 000+   |                                         |
| „–” oznacza, że pozycja nie była notowana lub wydana. | |                   |                   |                   |                   |                   |                   |                   |                   |                   |                   |                 |                                         |

### Mixtape’y
| Rok  | Dane dot. albumu                                                    |
| ---- | ------------------------------------------------------------------- |
| 2004 | Piracy Funds Terrorism, Volume 1 - Data: grudzień 2004 - Format: CD |
| 2010 | Vicki Leekx - Data: 31 grudnia 2010 - Format: Digital download      |

## Minialbumy
| Rok  | Dane dot. albumu                                                                                            |
| ---- | --- |
| 2005 | Live Session (iTunes Exclusive) - Wydany: 18 października 2005 - Wytwórnia: XL - Format: Digital download   |
| 2008 | How Many Votes Fix Mix - Wydany: 28 października 2008 - Wytwórnia: XL - Format: 12" vinyl, digital download |

## Single

### Jako główna artystka
| Rok                                        | Tytuł                               | Pozycja na liście | Pozycja na liście | Pozycja na liście | Pozycja na liście | Pozycja na liście | Pozycja na liście | Pozycja na liście | Pozycja na liście | Pozycja na liście | Pozycja na liście | Certyfikaty                                                   | Album   |
| Rok                                        | Tytuł                               | UK                | AUS               | BEL (FL)          | CAN               | DEN               | NLD               | FRA               | SWE               | US                | US Dance          | Certyfikaty                                                   | Album   |
| ------------------------------------------ | ----------------------------------- | ----------------- | ----------------- | ----------------- | ----------------- | ----------------- | ----------------- | ----------------- | ----------------- | ----------------- | ----------------- | ------------------------------------------------------------- | ------- |
| 2003                                       | „Galang”                            | 77                | –                 | –                 | –                 | –                 | –                 | –                 | –                 | –                 | –                 |                                                               | Arular  |
| 2004                                       | „Sunshowers”                        | 93                | –                 | –                 | –                 | –                 | –                 | –                 | –                 | –                 | –                 |                                                               | Arular  |
| 2005                                       | „Hombre”                            | –                 | –                 | –                 | –                 | –                 | –                 | –                 | –                 | –                 | –                 |                                                               | Arular  |
| 2005                                       | „Bucky Done Gun”                    | 88                | –                 | –                 | –                 | –                 | –                 | –                 | –                 | –                 | –                 |                                                               | Arular  |
| 2006                                       | „Bird Flu”                          | –                 | –                 | –                 | –                 | –                 | –                 | –                 | –                 | –                 | –                 |                                                               | Kala    |
| 2007                                       | „Boyz”                              | –                 | –                 | –                 | –                 | –                 | –                 | –                 | –                 | –                 | –                 |                                                               | Kala    |
| 2007                                       | „Jimmy”                             | 66                | –                 | –                 | –                 | –                 | –                 | –                 | –                 | –                 | –                 |                                                               | Kala    |
| 2008                                       | „Paper Planes”                      | 19                |                   |                   |                   | 18                | 57                | 91                | –                 | 4                 | –                 | - UK: Platyna - CAN: 4× platyna - USA: 3× platyna - NZ: Złoto | Kala    |
| 2010                                       | „Born Free”                         | 156               | –                 | –                 | –                 | –                 | –                 | –                 | 58                | –                 | –                 |                                                               | Maya    |
| 2010                                       | „XXXO”                              | 26                | 74                | –                 | –                 | –                 | –                 | –                 | –                 | –                 | –                 |                                                               | Maya    |
| 2010                                       | „Steppin’ Up”                       | –                 | –                 | –                 | –                 | –                 | –                 | –                 | –                 | –                 | –                 |                                                               | Maya    |
| 2010                                       | „Teqkilla”                          | –                 | –                 | –                 | 93                | –                 | –                 | –                 | –                 | –                 | –                 |                                                               | Maya    |
| 2010                                       | „Tell Me Why”                       |                   | –                 | –                 | –                 | –                 | –                 | –                 | –                 | –                 | –                 |                                                               | Maya    |
| 2010                                       | „It Takes a Muscle”                 | –                 | –                 | –                 | –                 | –                 | –                 | –                 | –                 | –                 | –                 |                                                               | Maya    |
| 2011                                       | „Internet Connection”               |                   | –                 | –                 | –                 | –                 | –                 | –                 | –                 | –                 | –                 |                                                               | Maya    |
| 2012                                       | „Bad Girls”                         | 43                | 81                | –                 | 92                | –                 | –                 | 61                | –                 | –                 | –                 | - UK: Srebro                                                  | Matangi |
| 2013                                       | „Bring the Noize”                   | –                 | –                 | –                 | –                 | –                 | –                 | –                 | –                 | –                 | –                 |                                                               | Matangi |
| 2013                                       | „Come Walk with Me”                 | –                 | –                 | –                 | –                 | –                 | –                 | –                 | –                 | –                 | 39                |                                                               | Matangi |
| 2013                                       | „Y.A.L.A.”                          | –                 | –                 | –                 | –                 | –                 | –                 | –                 | –                 | –                 | 19                |                                                               | Matangi |
| 2014                                       | „Double Bubble Trouble”             | –                 | –                 | –                 | –                 | –                 | –                 | 179               | –                 | –                 | 37                |                                                               | Matangi |
| 2015                                       | „Sexodus” (gościnnie: War Syntaire) | –                 | –                 | –                 | –                 | –                 | –                 | –                 | –                 | –                 | –                 | –                                                             |         |
| 2015                                       | „Swords”                            | –                 | –                 | –                 | –                 | –                 | –                 | 188               | –                 | –                 | 38                |                                                               | AIM     |
| 2015                                       | „Borders”                           | –                 | –                 | –                 | –                 | –                 | –                 | 73                | 63                | –                 | 25                |                                                               | AIM     |
| 2016                                       | „Go Off”                            | –                 | –                 | –                 | 98                | –                 | –                 | 82                | –                 | –                 | 25                |                                                               | AIM     |
| 2016                                       | „Bird Song”                         | –                 | –                 | –                 | –                 | –                 | –                 | –                 | –                 | –                 | –                 |                                                               | AIM     |
| 2016                                       | „Freedun” (gościnnie: Zayn)         | –                 | –                 | –                 | –                 | –                 | –                 | –                 | –                 | –                 | –                 |                                                               | AIM     |
| 2017                                       | „P.O.W.A”                           | –                 | –                 | –                 | –                 | –                 | –                 | –                 | –                 | –                 | –                 |                                                               | –       |
| 2020                                       | „CTRL”                              | –                 | –                 | –                 | –                 | –                 | –                 | –                 | –                 | –                 | –                 |                                                               | –       |
| „–” oznacza, że pozycja nie była notowana. |                                     |                   |                   |                   |                   |                   |                   |                   |                   |                   |                   |                                                               |         |

### Z gościnnym udziałem
| Rok                                                      | Singel                                                                                     | Pozycje na listach przebojów | Pozycje na listach przebojów | Certyfikaty            | Album          |
| Rok                                                      | Singel                                                                                     | US                           | CAN                          | Certyfikaty            | Album          |
| -------------------------------------------------------- | ------------------------------------------------------------------------------------------ | ---------------------------- | ---------------------------- | ---------------------- | -------------- |
| 2007                                                     | „Sound of Kuduro” (Buraka Som Sistema gościnnie: DJ Znobia, Saborosa, Puto Prata i M.I.A.) | –                            | –                            |                        | Black Diamond  |
| 2009                                                     | „Bang” (Rye Rye gościnnie: M.I.A.)                                                         | –                            | –                            |                        | Go! Pop! Bang! |
| 2010                                                     | „Sunshine” (Rye Rye gościnnie: M.I.A.)                                                     | –                            | –                            |                        | Go! Pop! Bang! |
| 2011                                                     | „C.T.F.O.” (SebastiAn gościnnie: M.I.A.)                                                   | –                            | –                            |                        | Total          |
| 2012                                                     | „Give Me All Your Luvin'” (Madonna gościnnie: Nicki Minaj i M.I.A.)                        | 10                           | 1                            | - USA: złota płyta     | MDNA           |
| 2016                                                     | „Temple” (Baauer gościnnie: G-Dragon i M.I.A.)                                             | –                            | –                            |                        | Aa             |
| 2020                                                     | „Franchise” (Travis Scott gościnnie: Young Thug i M.I.A.)                                  |                              |                              | - POL: platynowa plyta | Utopia         |
| „–” oznacza, że singel nie był notowany na danej liście. |                                                                                            |                              |                              |                        |                |

## Inne notowane utwory
| Rok  | Singel                       | Pozycje na listach przebojów | Pozycje na listach przebojów | Album                                              |
| Rok  | Singel                       | US                           | CAN                          | Album                                              |
| ---- | ---------------------------- | ---------------------------- | ---------------------------- | -------------------------------------------------- |
| 2009 | „O…Saya” (oraz A.R. Rahmana) | 93                           | 68                           | Slumdog Millionaire: Music from the Motion Picture |

## Teledyski
| Rok  | Tytuł                                         | Reżyser                            |
| ---- | --------------------------------------------- | ---------------------------------- |
| 2004 | „Galang”                                      | Ruben Fleischer                    |
| 2004 | „Sunshowers”                                  | Rajesh Touchriver                  |
| 2005 | „Bucky Done Gun”                              | Anthony Mandler                    |
| 2007 | „Bird Flu”                                    | M.I.A. & Kalyan Kumar              |
| 2007 | „Boyz”                                        | Jason "Jay Will" Williams & M.I.A. |
| 2007 | „Jimmy”                                       | Nezar Khamal                       |
| 2007 | „Sound of Kuduro” (singel Buraka Som Sistema) | João Pedro Moreira, Carlos Afonso  |
| 2008 | „Paper Planes”                                | Bernard Gourley                    |
| 2009 | „Bang” (singel Rye Rye)                       | M.I.A.                             |
| 2010 | „Born Free”                                   | Romain Gavras                      |
| 2010 | „XXXO”                                        | M.I.A.                             |
| 2010 | „Sunshine” (singel Rye Rye)                   | Jess Holzworth                     |
| 2012 | „Bad Girls”                                   | Romain Gavras                      |
| 2013 | „Bring the Noize”                             | Ben Newman                         |
| 2013 | „Come Walk with Me”                           | –                                  |
| 2013 | „Y.A.L.A.”                                    | Daniel Sannwald                    |
| 2014 | „Double Bubble Trouble”                       | M.I.A.                             |
| 2015 | „Swords”                                      | M.I.A.                             |
| 2015 | „Warriors”                                    | M.I.A.                             |
| 2015 | „Borders”                                     | M.I.A.                             |
| 2016 | „Go Off”                                      | M.I.A.                             |
| 2017 | „P.O.W.A.”                                    | M.I.A.                             |
| 2017 | „Finally”                                     | Vivian Sassan                      |
| 2018 | „Reload”                                      | M.I.A. oraz Justine Frischmann     |